# Jimeno Gordo
Jimeno Gordo Mayor (1410-1474) fue un noble aragonés, enfrentado a Fernando el Católico.

## Biografía
Gobernó muchos años Zaragoza, manipulando las elecciones locales.Ejerciente de poder, en 1430 a través del concejo de Zaragoza concedió capítulo a Alfonso V para la designación de jurados y oficios municipales. Fue uno de los 18 representantes del concejo de Zaragoza que evaluaron y aprobaron las ordenanzas escritas por la lugarteniente, Donna María, en 1442. En las elecciones de 1440, por cooptación, nombró a 24 de los 36 electores; y fue jurado de 1439 a 1442. 
Fue procurador en cortes en varias legislaturas, siendo portavoz de la Universidad de Zaragoza. Participó en la adquisición de los inmuebles destinados a cárceles reales en 1442 y en la gestión de la ciudad, de 1430 a 1474.
Su poder movió a Fernando el Católico a ponerle frenos. En noviembre de 1474, cuando este presidió Cortes en Zaragoza como lugarteniente general, ordenó a Jimeno presentarse en su palacio y que leyese la sentencia que le condenaba a la pena capital, siendo llevado su cadáver a la plaza del mercado, para amedrentar a su mesnada. Su hijo, homónimo, a la muerte de su padre fue defenestrado.